# Cha Bo-sung
Cha Bo-sung (hangul= 차보성), es un actor surcoreano.

## Carrera
En 2016 se unió al elenco recurrente de la serie Jang Young Shil donde interpretó a Seong Sam-mun.
El 22 de marzo del 2018 se unió al elenco principal de la serie web Luv Pub donde dio vida al atractivo Han Jae-hyuk, uno de los empleados en "Luv Pub" cuyo objetivo es pagar sus préstamos estudiantiles y aprobar su examen de barra, y que está enamorado de Yoo Ga-yeong (Hong Bi-ra), hasta el final de la serie el 21 de abril del mismo año.
Ese mismo año apareció en dos episodios de la serie My ID is Gangnam Beauty donde interpretó a Ye Joon, un estudiante de primer año.

## Filmografía

### Series de televisión
| Año  | Título                  | Personaje                    | Notas                      |
| ---- | ----------------------- | ---------------------------- | -------------------------- |
| 2020 | Run On                  | Lucian                       |                            |
| 2019 | Cat's Bar               | Byul                         | 10 episodios - (serie web) |
| 2019 | About Youth             | Han Ji-soo                   | 8 episodios - (serie web)  |
| 2018 | My ID is Gangnam Beauty | Ye Joon                      | 2 episodios                |
| 2018 | Taste of Cat            | Byul                         | 4 episodios - (serie web)  |
| 2018 | Luv Pub                 | Han Jae-hyuk                 | 10 episodios - (serie web) |
| 2017 | Man to Man              | Empleado de la Tienda        |                            |
| 2016 | Age of Youth            | Cita a Ciegas                |                            |
| 2016 | Jang Young Shil         | Seong Sam-mun                |                            |
| 2015 | Twenty Again            | Representante de la Facultad |                            |
| 2015 | The Superman Age        | Hijo del Presidente Lee      |                            |

### Películas
| Año  | Título               | Personaje                                   | Notas                                                |
| ---- | -------------------- | ------------------------------------------- | ---------------------------------------------------- |
| 2018 | The Great Battle     | Asistente de Manchun                        |                                                      |
| 2018 | 4th Place            | Medallista de Bronce del Campeonato de Asia | junto a Park Hae-joon, Yoo Jae-sang y Jung Ga-ram    |
| 2016 | A Violent Prosecutor | Protestante                                 | junto a Hwang Jung-min, Gang Dong-won y Lee Sung-min |
| 2015 | Collective Invention | Príncipe Heredero                           | junto a Lee Kwang-soo, Lee Chun-hee y Park Bo-young  |
| 2015 | Nineteen             | Yeong Taek                                  |                                                      |

### Programas de variedades
| Año  | Título   | Notas    |
| ---- | -------- | -------- |
| 2017 | Modulove | invitado |